# Fontcouverte, Charente-Maritime
Fontcouverte är en kommun i departementet Charente-Maritime i regionen Nouvelle-Aquitaine i västra Frankrike. Kommunen ligger  i kantonen Saintes-Nord som ligger i arrondissementet Saintes. År 2022 hade Fontcouverte 2 313 invånare.

## Befolkningsutveckling
Antalet invånare i kommunen Fontcouverte
Referens:INSEE